# 卡韦松德卡梅罗斯
卡韦松德卡梅罗斯，是西班牙拉里奥哈自治区的一个市镇。总面积12平方公里，总人口21人（2001年），人口密度2人/平方公里。